# أديوالي أقباجي
أديوالي أكينوي أقباجي (بالإنجليزية: Adewale Akinnuoye-Agbaje) (ولد في 22 أغسطس 1967) هو ممثل وعارض أزياء بريطاني من أصل نيجيري. اشتهر بتمثيله في أفلام مثل عودة المومياء وهوية بورن ودوره مستر إيكو في مسلسل الضياع.

## التعليم
تعلم في كلية كينجز لندن

## جوائز
حصل على جوائز منها:
- جائزة نقابة ممثلي الشاشة لأفضل أداء جماعي في مسلسل درامي، عن عمل:الضياع (2006).

## روابط خارجية
- أديوالي أقباجي على موقع IMDb (الإنجليزية)
- أديوالي أقباجي على موقع روتن توميتوز (الإنجليزية)
- أديوالي أقباجي على موقع ألو سيني (الفرنسية)
- أديوالي أقباجي على موقع أول موفي (الإنجليزية)
- أديوالي أقباجي على موقع قاعدة بيانات الأفلام السويدية (السويدية)
- أديوالي أقباجي على موقع إن إن دي بي (الإنجليزية)
- أديوالي أقباجي على موقع ديسكوغز (الإنجليزية)
- أديوالي أقباجي على موقع قاعدة بيانات الفيلم (الإنجليزية)
- أديوالي أقباجي على موقع كينوبويسك (الروسية)